# Antheraea cihangiri
Antheraea cihangiri là một loài bướm đêm thuộc họ Saturniidae. Nó được tìm thấy ở Pulau Peleng.